# Turbotville
Turbotville ist ein Borough im Northumberland County in Pennsylvania, Vereinigte Staaten. Das U.S. Census Bureau hat bei der Volkszählung 2020 eine Einwohnerzahl von 677 ermittelt.

## Geographie
Turbotvilles geographische Koordinaten lauten 41° 6′ N, 76° 46′ W (41,102454, −76,771188). Nach den Angaben des United States Census Bureaus hat der Borough eine Fläche von 1,2 km², ohne nennenswerte Gewässerflächen.
Turbotville liegt im Upper Susquehanna Valley im nördlich-zentralen Teil Pennsylvanias. Turbotville ist die nördlichste Stadt im Northumberland County und liegt vollständig innerhalb der Lewis Township. Die Stadtgrenzen sind völlig unregelmäßig geformt; das Straßennetz des Ortes ist an der Main Street (Pennsylvania Route 44) ausgerichtet, die von Südwesten nach Nordosten durch den Ort führt. Diese trifft im Norden des Boroughs auf die Pennsylvania Route 54 und verläuft gemeinsam mit dieser nach Osten. Außerdem verläuft eine Bahnstrecke von Conrail durch Turbotville.

## Demographie
Zum Zeitpunkt des United States Census 2000 bewohnten Turbotville 691 Personen. Die Bevölkerungsdichte betrug 592,9 Personen pro km². Es gab 302 Wohneinheiten, durchschnittlich 259,1 pro km². Die Bevölkerung in Turbotville bestand zu 99,13 % aus Weißen, 0,14 % Schwarzen oder African American, 0,14 % Native American, 0 % Asian, 0 % Pacific Islander, 0 % gaben an, anderen Rassen anzugehören und 0,58 % nannten zwei oder mehr Rassen. 0 % der Bevölkerung erklärten, Hispanos oder Latinos jeglicher Rasse zu sein.
Die Bewohner Turbotvilles verteilten sich auf 278 Haushalte, von denen in 37,8 % Kinder unter 18 Jahren lebten. 57,2 % der Haushalte stellten Verheiratete, 9,4 % hatten einen weiblichen Haushaltsvorstand ohne Ehemann und 31,3 % bildeten keine Familien. 27,7 % der Haushalte bestanden aus Einzelpersonen und in 9,7 % aller Haushalte lebte jemand im Alter von 65 Jahren oder mehr alleine. Die durchschnittliche Haushaltsgröße betrug 2,49 und die durchschnittliche Familiengröße 3,03 Personen.
Die Bevölkerung verteilte sich auf 28,2 % Minderjährige, 7,2 % 18–24-Jährige, 31,5 % 25–44-Jährige, 21,1 % 45–64-Jährige und 11,9 % im Alter von 65 Jahren oder mehr. Der Median des Alters betrug 34 Jahre. Auf jeweils 100 Frauen entfielen 91,9 Männer. Bei den über 18-Jährigen entfielen auf 100 Frauen 83,7 Männer.
Das mittlere Haushaltseinkommen in Turbotville betrug 40.221 US-Dollar und das mittlere Familieneinkommen erreichte die Höhe von 43.750 US-Dollar. Das Durchschnittseinkommen der Männer betrug 35.875 US-Dollar, gegenüber 25.583 US-Dollar bei den Frauen. Das Pro-Kopf-Einkommen belief sich auf 18.401 US-Dollar. 3,8 % der Bevölkerung und 4,5 % der Familien hatten ein Einkommen unterhalb der Armutsgrenze, davon waren 1,6 % der Minderjährigen und 13,5 % der Altersgruppe 65 Jahre und mehr betroffen.

## Park
Der Turbotville Community Park befindet sich an der Kreuzung von Church und Pine Street. In dem Park gibt es Tennisplätze, einen Spielplatz und einen Picknickpavillon.

## Bildung
Turbotville liegt im Bereich des Warrior Run School District, zu dem Watsontown, Dewart, McEwensville, Exchange, Lewis Township, Delaware Township, ein kleiner Teil der Gregg Township im Union County sowie andere nicht communityangehörige Gebiete gehören. Eine Elementary School befindet sich in der Gemeinde. Ursprünglich war die High School ein in Holzständerbauweise errichtetes Gebäude in der Church Street, das 1937 wegen zu hoher Heizkosten durch einen Neubau aus Backsteinen in der Pine Street ersetzt wurde. Es wurde 1958 zur Elementary School, als am Susquehanna Trail außerhalb von Turbotville eine neue High School gebaut wurde.